# 살오징어목
살오징어목(Teuthida)은 약 300여 종을 포함하는 두족류 목이다. 다른 모든 두족류처럼, 살오징어류는 독특한 머리와 좌우 대칭인 외투막과 발(다리)를 가지고 있다. 갑오징어처럼, 살오징어도 4쌍(8개)의 발이 있으며 매우 길고 끝에 빨판이 있는 한 쌍의 촉완(觸腕)을 가지고 있다. 살오징어는 헤엄을 잘 치며, 어떤 종은 물 밖으로 짧게 '날 수' 있을 정도이다.

## 분류
살오징어는 두족강의 초형아강의 살오징어목에 속하는 오징어의 총칭이다. 크게 2개의 아목, 눈이 안막으로 덮혀 있는 폐안아목(Myopsina)과 눈이 안막으로 덮혀 있지 않은 개안아목(Oegopsina)으로 나눈다. 대왕오징어는 개안아목에 속한다. 살오징어목은 두족강 중에서 가장 큰 목으로 29개 과에 약 300종으로 분류된다.
살오징어목은 십완상목에 속하며, 십완상목의 라틴어 학명 "Decapodiformes"는 그리스어로 "10개의 다리"를 의미하며, 한국어 명칭(십완상목, 十腕上目)은 10개의 팔을 의미한다. 십완상목 두족류의 나머지 2개 목 또한 영어로는 스퀴드(squid)라고 하지만, 해부학적인 모습이 곧 알아볼 수 있을 정도로 통통하기 때문에 분류학적으로 살오징어목(Teuthida)과 구별한다. 그 2개 목은 세피올라목의 밥테일오징어와 스피룰라목의 단일종인 스피룰라오징어이다. 그러나 흡혈오징어는 스퀴드 즉, 오징어라기보다는 문어에 더 가깝다.
- 두족강(Cephalopoda)
  - 앵무조개아강(Nautiloidea) - 앵무조개
  - 초형아강(Coleoidea) - 살오징어, 문어, 갑오징어
    - 팔완상목(Octopodiformes) - 8개의 다리를 가진다.[2]
    - 십완상목(Decapodiformes) - 10개의 다리를 가진다.[2]
      -  ? † Boletzkyida
      - 스피룰라목(Spirulida) - 스피룰라오징어
      - 갑오징어목(Sepiida) - 촉수주머니가 있다.[2]
      - 세피올라목(Sepiolida) - 밥테일오징어
      - 살오징어목(Teuthida) - 촉수주머니가 없다.[2]
        - † Plesioteuthididae (incertae sedis)
        - 폐안아목(Myopsina) - 눈이 안막으로 덮혀 있다.[2]
          - 오스트레일리아꼴뚜기과(Australiteuthidae)
          - 꼴뚜기과(Loliginidae) - 촉수주머니의 중앙부에 4열의 흡반이 있다.[2]

        - 개안아목(Oegopsina) - 눈이 안막으로 덮혀 있지 않다.[2]
          - Ancistrocheiridae
          - 대왕오징어과(Architeuthidae)
          - 대추오징어과(Bathyteuthidae) - 하트오징어과에 포함시키기도 한다.[3]
          - Batoteuthidae
          - 팔오징어과(Brachioteuthidae)
          - 긴팔오징어과(Chiroteuthidae)
          - Chtenopterygidae - 분류가 불확실한(incertae sedis) 상태이다.[4]
          - 하트오징어과(Cranchiidae)
          - Cycloteuthidae
          - 반디불매오징어과(Enoploteuthidae) - 팔에 갈고리가 있으며, 발광포가 있고 팔에 2열 갈고리가 있다.[2]
          - 갈고리흰오징어과(Gonatidae) - 팔에 갈고리가 있으며, 발광포가 없고 1-3번 팔에 4열 갈고리가 있다.[2]
          - 해파리오징어과(Histioteuthidae)
          - Joubiniteuthidae
          - 비늘무늬오징어과(Lepidoteuthidae)
          - Lycoteuthidae
          - 마그나피나과(Magnapinnidae)
          - Mastigoteuthidae
          - Neoteuthidae
          - 문어오징어과(Octopoteuthidae)
          - 살오징어과 또는 빨강오징어과(Ommastrephidae) - 팔에 갈고리가 없고, 지느러미길이(FL)가 몸통길이(ML)의 60% 이하이다.[2]
          - 손톱오징어과(Onychoteuthidae)
          - Pholidoteuthidae
          - Promachoteuthidae
          - Psychroteuthidae
          - Pyroteuthidae
          - 지느러미오징어과(Thysanoteuthidae) - 팔에 갈고리가 없고, 지느러미길이(FL)가 몸통길이(ML)의 80% 이상이다.[2]
          - Walvisteuthidae
          - Parateuthis tunicata (incertae sedis)